# Hodkovice nad Mohelkou
Hodkovice na Mohelkou (niem. Liebenau) − miasto w Czechach, w kraju libereckim. Według danych z 31 grudnia 2003 powierzchnia miasta wynosiła 1 350 ha, a liczba jego mieszkańców 2 659 osób.

## Demografia
| Rok             | 1970  | 1980  | 1991  | 2001  | 2003  |
| --------------- | ----- | ----- | ----- | ----- | ----- |
| Liczba ludności | 2 280 | 2 729 | 2 594 | 2 599 | 2 659 |

Źródło: Czeski Urząd Statystyczny